# Arritmia cardíaca
Arritmia cardíaca é um grupo de condições em que o batimento cardíaco é irregular, demasiado rápido ou demasiado lento. Um ritmo cardíaco acima de 100 batimentos por minuto em adultos é demasiado rápido e denomina-se taquicardia. Um ritmo cardíaco abaixo de 60 batimentos por minuto é muito lento e denomina-se bradicardia. Muitos tipos de arritmia não manifestam sintomas. Quando os sintomas estão presentes podem incluir palpitações ou sentir-se uma pausa entre batimentos. Em casos mais graves, os sintomas podem incluir tonturas, desmaio, falta de ar ou dor torácica. Embora muitos tipos de arritmia não sejam graves, alguns tipos predispõem a pessoa para complicações como acidentes vasculares cerebrais ou insuficiência cardíaca, enquanto outros podem causar paragens cardiorrespiratórias.
Existem quatro tipos principais de arritmia: batimentos adicionais, taquicardias supraventriculares, arritmias ventriculares e bradiarritmias. Entre os subtipos de batimentos adicionais estão as contrações atriais prematuras e as contrações ventriculares prematuras. Entre os subtipos de taquicardias supraventriculares estão a fibrilação auricular, flutter atrial e taquicardia supraventricular paroxística. Entre os subtipos de arritmias ventriculares estão a fibrilação ventricular e a taquicardia ventricular. As arritmias têm origem em problemas do sistema de condução elétrica do coração. As arritmias também podem ocorrer em crianças. No entanto, o intervalo normal de batimentos cardíacos é diferente do dos adultos e depende da idade. Há vários exames que apoiam o diagnóstico, entre os quais eletrocardiogramas (ECG) e monitor Holter.
A maior parte das arritmias pode ser tratada de forma eficaz. O tratamento pode consistir em medicamentos, cirurgia e procedimentos médicos, como a implantação de um pacemaker. Os medicamentos destinados a tratar o ritmo cardíaco acelerado incluem betabloqueadores ou antiarrítmicos como a procainamida. No entanto, este último grupo pode apresentar efeitos adversos significativos, especialmente se for tomado durante um longo período de tempo. Os pacemakers são muitas vezes usados para ritmos cardíacos lentos. As pessoas com batimento cardíaco irregular são muitas vezes tratadas com anticoagulantes para diminuir o risco de complicações. As pessoas com sintomas graves de arritmia podem receber tratamento de urgência com cardioversão ou desfibrilação.
A arritmia afeta milhões de pessoas em todo o mundo. Na Europa e na América do Norte, em 2014 a fibrilação arterial afetava entre 2 e 3% da população. Em 2013, a fibrilação auricular e o flutter auricular foram a causa de 112 000 mortes, um aumento em relação às 29 000 em 1990. Cerca de 80% dos casos de morte súbita cardíaca são causados por arritmias ventriculares. Embora as arritmias possam ocorrer em qualquer idade, são mais comuns entre idosos.

## Lista de arritmias comuns
- Arritmias atriais
  - Arritmias de origem sinusal
    - Bradicardia sinusal
    - Taquicardia sinusal
    - Arritmia sinusal
    - Parada sinusal
    - Bloqueio sino-atrial do segundo grau tipo I
    - Bloqueio sino-atrial do segundo grau tipo II

  - Outras arritmias de origem atrial
    - Ritmo atrial ectópico
    - Batimento de escape atrial
    - Extra-sístole atrial
    - Extra-sístole atrial não conduzida
    - Taquicardia atrial multifocal
      - Ritmo atrial multifocal
      - Taquicardia atrial multifocal

    - Taquicardia atrial focal sustentada
    - Taquicardia atrial focal não sustentada
    - Fibrilação atrial
    - Flutter atrial
      - Flutter atrial comum
      - Flutter atrial incomum
- Arritmias ventriculares
  - Ritmo idioventricular
  - Ritmo idioventricular acelerado
  - Taquicardia ventricular
  - Fibrilação ventricular
  - Extrassistolia ventricular
- Arritmias atrioventriculares
  - Taquicardia AV nodal reentrante
  - Taquicardia AV reentrante
    - Síndrome de Wolff-Parkinson-White
    - Síndrome de Lown-Ganong-Levine
- Arritmias juncionais
  - Ritmo juncional
  - Taquicardia juncional
  - Extrassistolia juncional
- Bloqueios cardíacos
  - Bloqueio atrioventricular de primeiro grau
  - Bloqueio atrioventricular de segundo grau
    - Bloqueio atrioventricular de segundo grau Mobitz I ou Wenckebach
    - Bloqueio atrioventricular de segundo grau Mobitz IIou Não Wenckebach

  - Bloqueio atrioventricular de terceiro grau ou Bloqueio Átrio Ventricular Total
  - Bloqueios de ramo
    - Bloqueio do ramo esquerdo do feixe His
      - Bloqueio da divisão anterossuperior do ramo esquerdo do feixe de His
      - Bloqueio da divisão posteroinferior do ramo esquerdo do feixe de His

    - Bloqueio do ramo direito do feixe de His